# Morgan Spurlock
 Der er for få eller ingen kildehenvisninger i denne artikel, hvilket er et problem. Du kan hjælpe ved at angive troværdige kilder til de påstande, som fremføres i artiklen.

Morgan Valentine Spurlock (født 7. november 1970, død 23. maj 2024) var en amerikansk, selvstændig dokumentarfilminstruktør, tv-producer, og manuskriptforfatter, kendt for dokumentarfilmen Super Size Me, i hvilken han demonstrerede de helbredsmæssige konsekvenser McDonald's mad har, ved udelukkende at spise McDonald's-mad tre gange om dagen i en måned. Han "supersizede", hver gang det blev tilbudt, som enhver gennemsnitlig McDonald's-kunde ville gøre. Spurlock var også producer og medvirkede i realityserien 30 dage.
Spurlock graduerede fra New York University’s Tich School of the Arts i 1993 med en BFA i film.
Spurlock blev født i Parkensburg, West Virginia, og voksede op i Beckley, West Virginia, og boede senere i New York. Før han lavede Supersize Me, var Spurlock teatermanuskriptforfatter, og vandt mange priser for sit stykke ”Phoenix” ved både New York International Fringe Festival i 1999, og the Route 66 Americanmanuskript konkurrence i 2000. Han kreerede også ”I Bet You Will for MTV”.